# Elbingerode (Basse-Saxe)
Elbingerode est une municipalité allemande du land de Basse-Saxe et l'arrondissement d'Osterode am Harz. En 2014, elle comptait 447 hab.

## Source
- (de) Cet article est partiellement ou en totalité issu de l’article de Wikipédia en allemand intitulé « Elbingerode (bei Herzberg am Harz) » (voir la liste des auteurs).